# Jugendhaus Ost

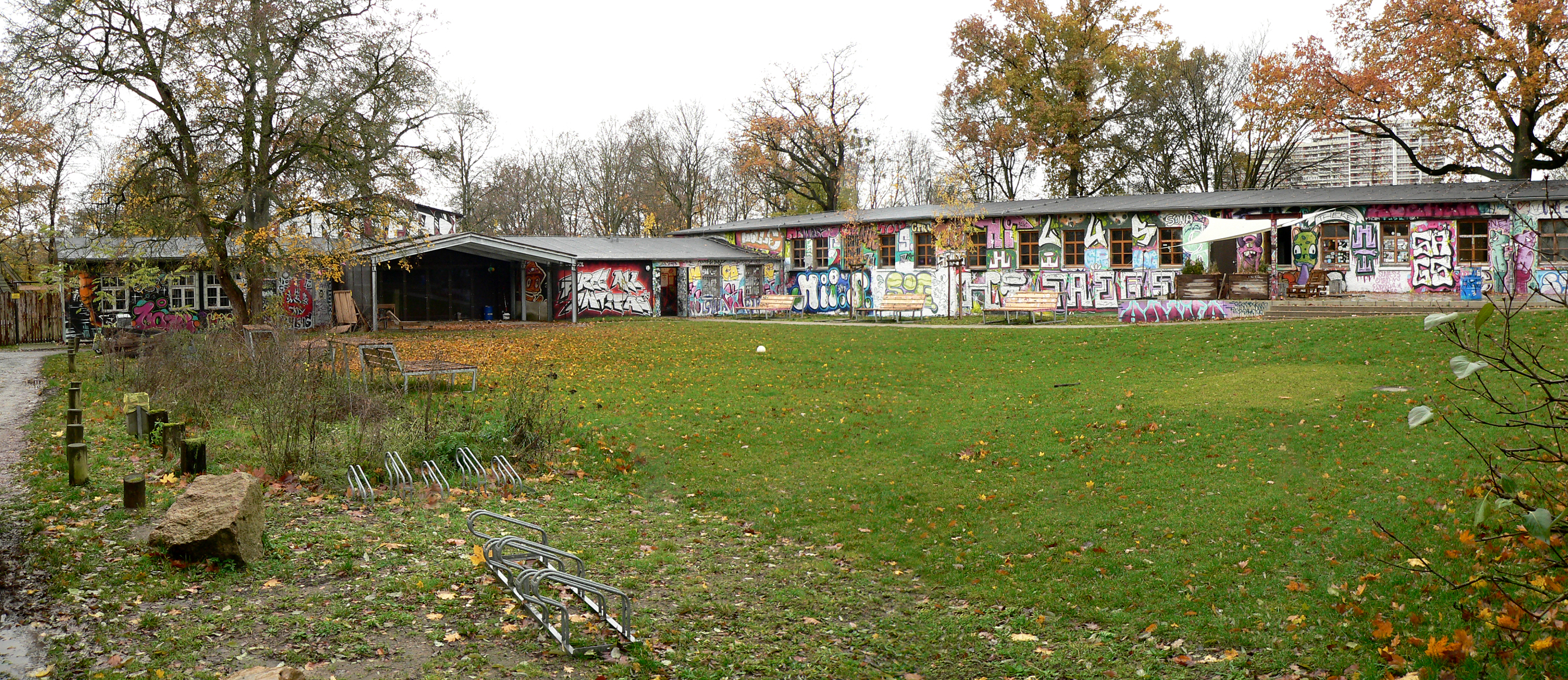
Jugendhaus Ost

Das Jugendhaus Ost ist ein selbstverwaltetes Jugendzentrum in der Stadt Wolfsburg in Niedersachsen. Es besteht seit 1978 und ist in einer denkmalgeschützten Steinbaracke im Stadtteil Steimker Berg untergebracht, die aus der Zeit der Stadtgründung von 1938 stammt.

## Beschreibung
Das Jugendhaus Ost wurde 1978 als Jugendfreizeiteinrichtung in der Steinbaracke eröffnet. Heute nutzen zahlreiche Gruppen, wie das Cafe- und Thekenteam, die DJ-Gruppe, die Siebdruckgruppe und die Konzertgruppe, die Einrichtung. Darüber hinaus gibt es eine Werkstatt, ein Aufnahmestudio und Proberäume. Regelmäßig finden Musikkonzerte statt. Verwaltet wird das Jugendhaus vom A-Rat (Aktionsrat), in den jede Gruppe einen Delegierten entsendet.

## Gebäudegeschichte

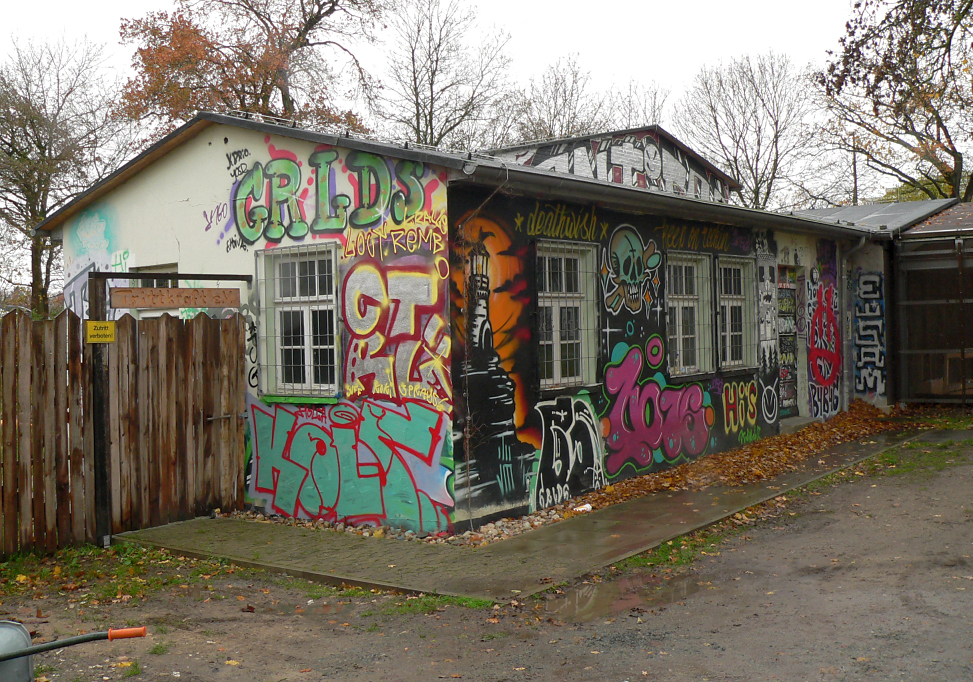
Gebäudeteil

Die Steinbaracke ist ein rund 50 Meter langes und etwa 10 Meter breites Gebäude. Der eingeschossige verputzte Massivbau ist zum Teil unterkellert. Er wurde zwischen 1938 und 1942 an der Straße Auf dem Bullenberg (heute Walter-Flex-Weg) errichtet. Darin hatte das Preußische Neumessungsamt (Katasteramt) für die geplante Stadt des KdF-Wagens bei Fallersleben, dem Vorläufer von Wolfsburg, seinen Sitz. In dem Bereich zwischen dem Großen Schillerteich und dem späteren Stadtteil Steimker Berg entstanden ab dem Frühjahr 1938, noch vor der offiziellen Stadtgründung, Baracken mit Büro- und Wohnräumen für Architekten, Landvermesser und Bauingenieure, die für den Bau des Volkswagenwerkes und der Stadt benötigt wurden. Bei dem Gebäude handelt es sich um eine der ersten Baracken von den großflächigen Siedlungen mit diesem Gebäudetyp, die während des Stadtaufbaus in den 1940er Jahren für die Arbeitskräfte des Volkswagenwerks entstanden waren.
Die Steinbaracke unterlag im Laufe der Zeit einer Reihe von unterschiedlichen Nutzungen.
Unter anderem befand sich darin das Stadtplanungsbüro des Architekten Peter Koller, der durch den Koller-Plan maßgeblich am Bau der Stadt beteiligt war. Weitere Nutzungen erfolgten durch das Finanzamt Gifhorn bis 1976, eine Bücherei und religiöse Gemeinschaften. In den Jahren 2019 bis 2021 erfolgte eine umfangreiche Gebäudesanierung, wofür die Stadt Wolfsburg zwei Millionen Euro zur Verfügung stellte. Dabei wurden drei verborgene Kellerräume entdeckt, die in den 1980er Jahren als Kellerbar des Jugendzentrums genutzt wurden. Im Zuge der Sanierung wurde auch der Haupteingang in einen neuerrichteten Anbau verlegt.
Die Denkmaleigenschaft der Steinbaracke beruht auf ihrer geschichtlichen und städtebaulichen Bedeutung. Das Bauwerk ist Teil einer früheren und heute nicht mehr vorhandenen Barackensiedlung im Stadtteil Steimker Berg. Es ist neben der Porschehütte als Wohn- und Arbeitsstätte von Ferdinand Porsche auf dem Klieversberg und der ehemaligen Kapelle auf dem Waldfriedhof eine von drei denkmalgeschützten Barackenbauten aus der Zeit der Stadtgründung.